# Nepalesische Hohlmaße

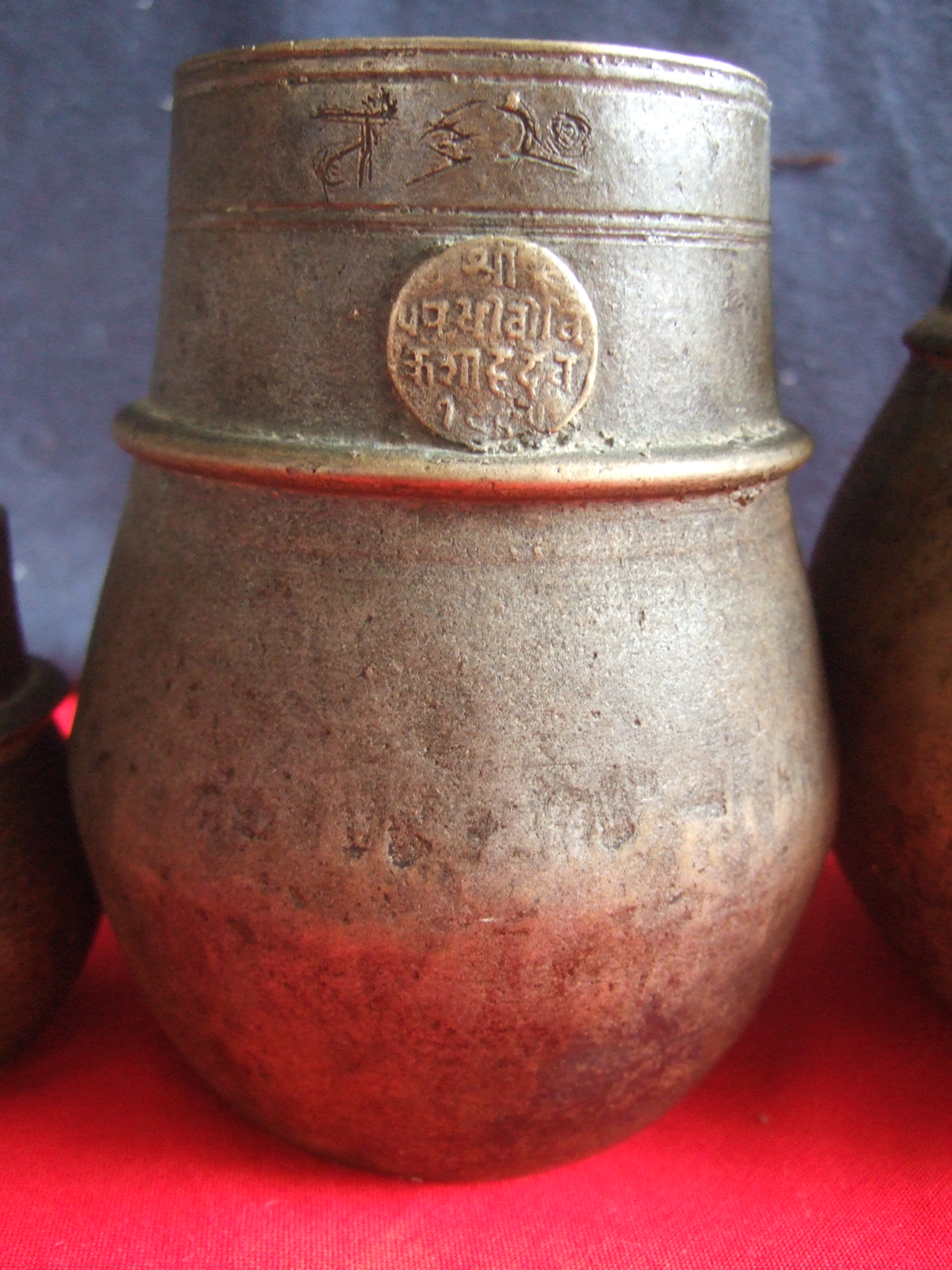
Nepalesisches Hohlmaß mit dem Siegel von König Prithvi Vir Vikram

Traditionelle Hohlmaße in Nepal dienten vor allem zum Messen von Getreide und Hülsenfrüchten.

## Maßeinheiten
- Grundeinheit: 1 Mana = 0,545 Liter
- 2 Manas = 1 Kuda
  - 4 Kudas = 1 Pathi
  - 20 Pathis = 1 Muri[1]

## Messgerät
Zum Messen benutzte man standardisierte Bronzegefäße. Die Gefäße wurden nach dem Eichen mit einem königlichen Siegel versehen. Es scheint, dass nach der Krönung eines neuen Monarchen auch Gefäße, die schon geeicht waren, erneut vom Eichamt überprüft und mit dem Siegel des neuen Herrschers versehen wurden.